# Bach Compendium
Le Bach Compendium (BC) est un répertoire systématique des œuvres de Johann Sebastian Bach qui a été élaboré par les musicologues allemands Hans-Joachim Schulze et Christoph Wolff.
Le Bach-Compendium propose une répartition en groupe d'œuvres comme le Bach-Werke-Verzeichnis (BWV) ou le Neue Bach-Ausgabe (NBA).

## Répartition en groupes d'œuvres
Dans le Bach Compendium, les œuvres sont réparties selon les groupes suivants:
A – Cantates pour les dimanches et jours fériés de l'année ecclésiastique
B – Pièces sacrées pour des manifestations particulières
C – Motets
D – Passions et oratorios
E – Musique d'église en latin
F – Chants chorals et spirituels
G – Cantates pour la cour, la noblesse et la bourgeoisie
H – Musique de chambre vocale
Ce groupe est composé de seulement trois œuvres: Quodlibet (BWV 524, BC-H1), Aria „Sooft ich meine Tobacks-Pfeife“ (BWV 515, BC-H2) et Murky „Ihr Schönen höret an“ (BWV Anh. 40, BC-H3).
I – Œuvres libres pour orgue
K – Œuvres pour orgue et chœurs
L – Œuvres pour clavier
M – Musique de chambre pour instrument soliste
N – Musique de chambre pour duo ou trio
O – Musique de chambre pour plus grand ensemble
P – Canons
Q – Œuvres destinées à l'enseignement ou à l'apprentissage
R – Esquisses et projets
S – Recueils originaux
T – Œuvres vocales douteuses
U – Œuvres instrumentales douteuses
V – Œuvres vocales attribuées par erreur
W – Œuvres instrumentales attribuées par erreur
X – Copies (y compris avec des modifications mineures) d'œuvres vocales composées par d'autres
Y – Copies (y compris avec des modifications mineures) d'œuvres instrumentales composées par d'autres
Z – Recueils contemporains de Bach

## Publication
Les volumes suivants sont parus (tous édités chez Peters):
- Volume 1, partie 1: œuvres vocales I (contient les numéros A 1 à A 100),
Leipzig 1985,  (ISBN 3-369-00031-8) ou Francfort sur le Main 1986,  (ISBN 3-876-26081-7)
- Volume 1, partie 2: œuvres vocales II (contient les numéros A 101 à 194),
Leipzig 1987,  (ISBN 3-369-00032-6)
- Volume 1, partie 3: œuvres vocales III (contient les groupes d'œuvres B, C et D),
Leipzig 1988,  (ISBN 3-369-00033-4) ou Francfort sur le Main 1988,  (ISBN 3-876-26083-3)
- Volume 1, partie 4: œuvres vocales IV (contient les groupes d'œuvres E, F, G et H),
Leipzig 1989,  (ISBN 3-369-00051-2) ou Francfort sur le Main 1989,  (ISBN 3-876-26084-1)